# Liste der israelischen Botschafter in Russland
Die Liste der israelischen Botschafter in Russland bietet einen Überblick über die Leiter der israelischen diplomatischen Vertretung in Russland seit der Aufnahme diplomatischer Beziehungen im Jahr 1948 bis heute (von 1948 bis 1967 in der Sowjetunion). Wegen des Sechstagekrieges gab es eine Ausnahme der Vertretung von 1967 bis 1992.
| Amtszeit    | Name                     | Anmerkung        |
| ----------- | ------------------------ | ---------------- |
| 1948 – 1948 | Pavel Iwanowitsch Erchov |                  |
| 1948 – 1949 | Golda Meir               |                  |
| 1950 – 1951 | Mordechai Namir          |                  |
| 1951 – 1954 | Schmuel Elyashiv         |                  |
| 1955 – 1958 | Yosef Avidar             |                  |
| 1959 – 1962 | Aria Harel               |                  |
| 1962 – 1965 | Yosef Tekoah             |                  |
| 1965 – 1967 | Katriel Katz             |                  |
| 1967 – 1992 | –                        | keine Vertretung |
| 1992 – 1992 | Aryeh Levin              |                  |
| 1992 – 1994 | Chaim Bar-Lew            |                  |
| 1994 – 1997 | Aliza Schenhar           |                  |
| 1997 – 2000 | Avraham Benjamin         |                  |
| 2000 – 2002 | Natan Meron              |                  |
| 2003 – 2006 | Arkady Mil-Man           |                  |
| 2006 – 2010 | Anna Azari               |                  |
| 2010 – 2015 | Dorit Golender           |                  |
| 2015 – 2017 | Zvi Heifetz              |                  |
| 2017 – 2024 | Gary Koren               |                  |
| 2024 –      | Simonа Hаlperin          |                  |